# Qasr Ibrim
Qasr Ibrim (en árabe: قصر ابريم‎; Idioma meroítico: Pedeme; Nubio antiguo: Silimi; Copto: ⲡⲣⲓⲙ Prim; Latín: Primis) es un yacimiento arqueológico in la Baja Nubia, sito en el actual Egipto. El sitio tiene una larga historia de ocupación, que abarca desde el siglo VIII a. C. hasta 1813 d. C., y fue un centro económico, político y religioso. Originalmente era una ciudad importante encaramada en un acantilado sobre el Nilo, pero la inundación del lago Nasser después de la construcción de la presa alta de Asuán, con la relacionada Campaña internacional para salvar los monumentos de Nubia, la transformó en una isla e inundó sus afueras. Qasr Ibrim es el único yacimiento arqueológico importante de la Baja Nubia que sobrevivió a las inundaciones de la presa de Asuán.. Tanto antes como después de las inundaciones, ha seguido siendo un importante lugar de investigación arqueológica.

## Historia

### Prehistoria y Edad Antigua
La presencia humana en el lugar data del Período Tardío del Antiguo Egipto, pero alcanzó su mayor prominencia en la Edad Media, cuando la zona era el hogar del Eparca de Nobatia. Qasr Ibrim es la fuente de la mayor colección de documentos de la Antigua Nubia jamás encontrada, incluidos los registros del Eparca. El lugar estuvo ocupado hasta 1813, cuando los últimos ocupantes fueron expulsados por fuego de artillería. Hoy en día, la isla está cerrada para todos, salvo para los arqueólogos.

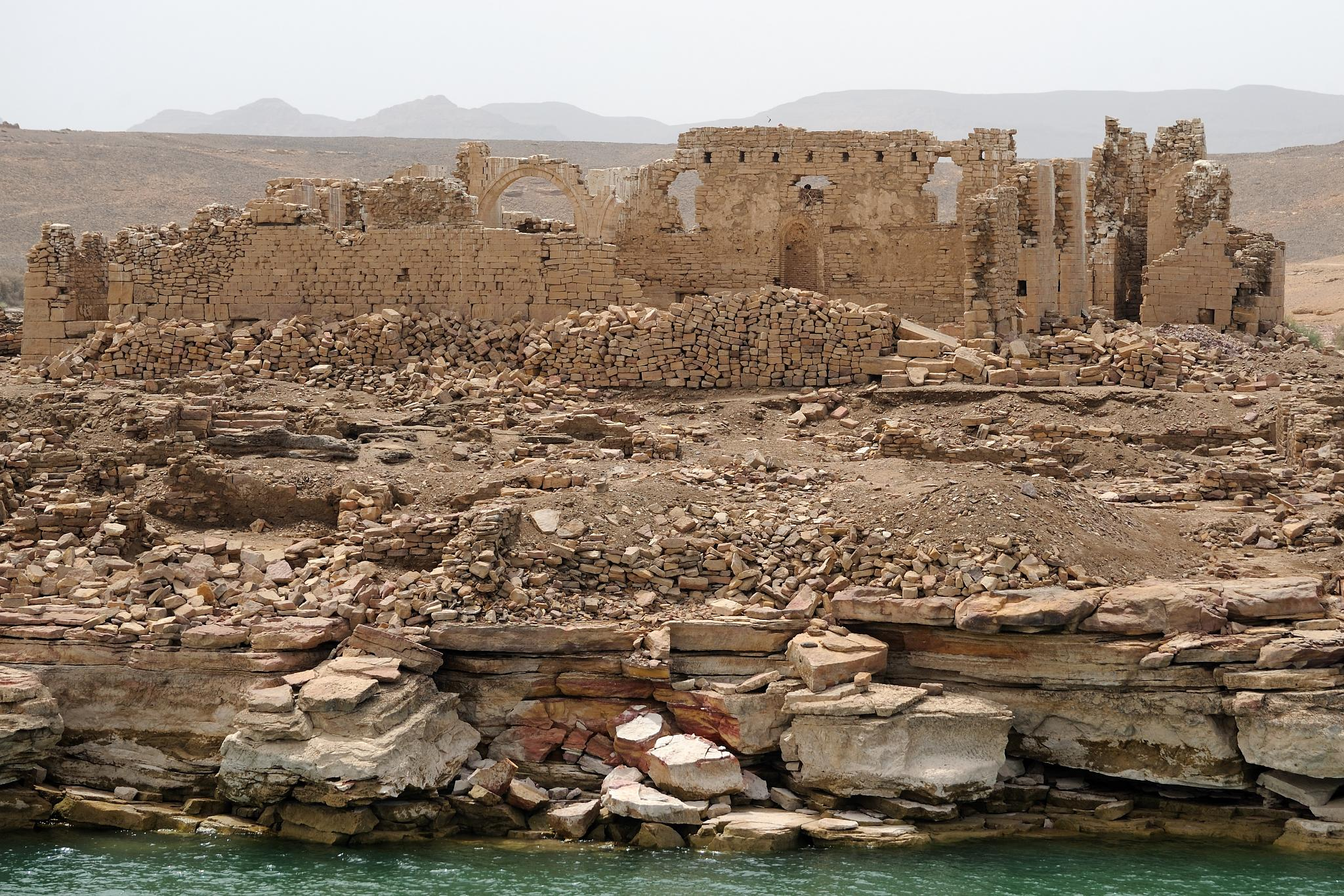
Qasr Ibrim in 2008.

La influencia de Egipto en Nubia comenzó alrededor del año 2000 a. C., cuando los egipcios invadieron y reclamaron la soberanía sobre la zona. En Qasr Ibrim se han encontrado muchos artefactos egipcios y evidencias de arquitectura egipcia. La inscripción más antigua del lugar es una estela, una losa de piedra o madera, del reinado de Amenhotep I. La estela se encontró en una catedral cristiana bizantina ahora en ruinas en Qasr Ibrim, donde había sido reutilizada en una de las criptas de la iglesia. La estela se encuentra actualmente en el Museo Británico.

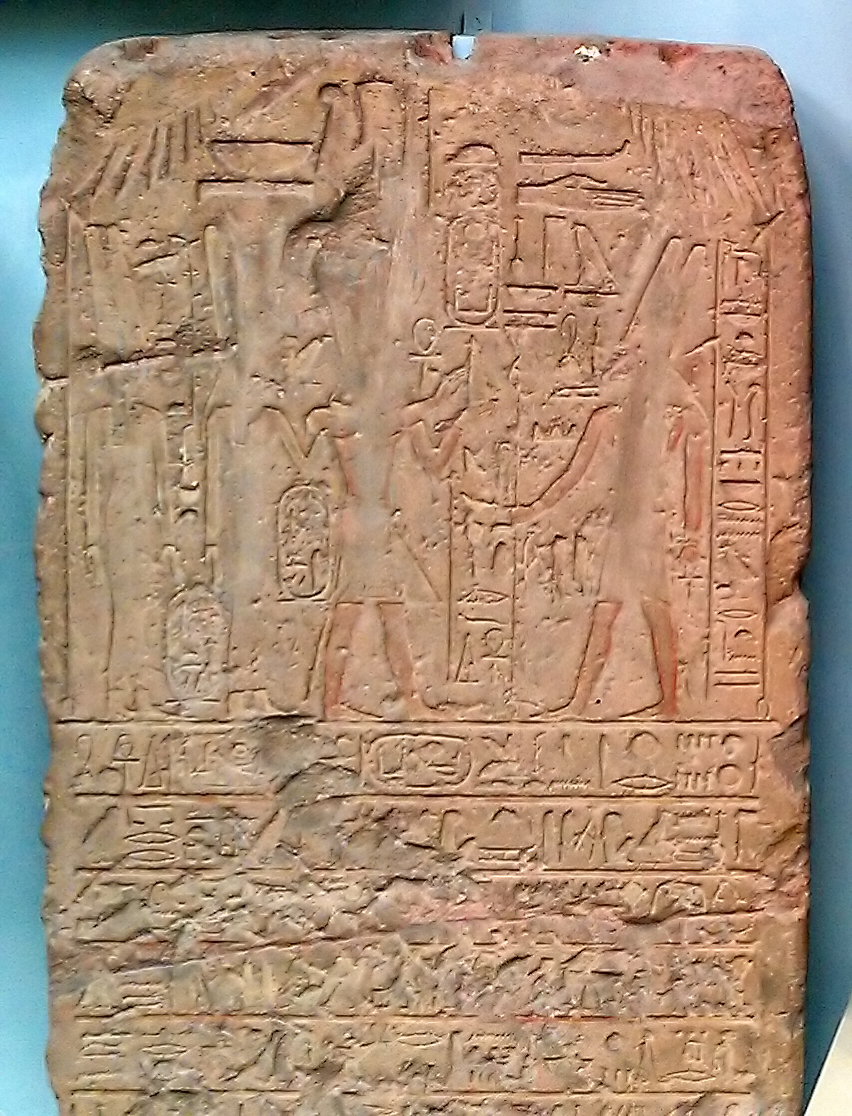
Sandstone Stela Dated to Year 8 of Pharaoh Amenhotep I (~1530 BC, 18th Dynasty, from Qasr Ibrim) - British Museum.

El sitio fue parcialmente reconstruido "bajo la prefectura de Cayo Petronio durante el reinado de Augusto reinado." Qasr Ibrim jugó un papel clave en la defensa de Roma de la región de Asuán, y probablemente estuvo en poder hasta el año 100 d. C. o más tarde.  La fortaleza, construida por ingenieros militares romanos, era la más fuerte del valle del Nilo en ese momento.

### Cristianismo primitivo

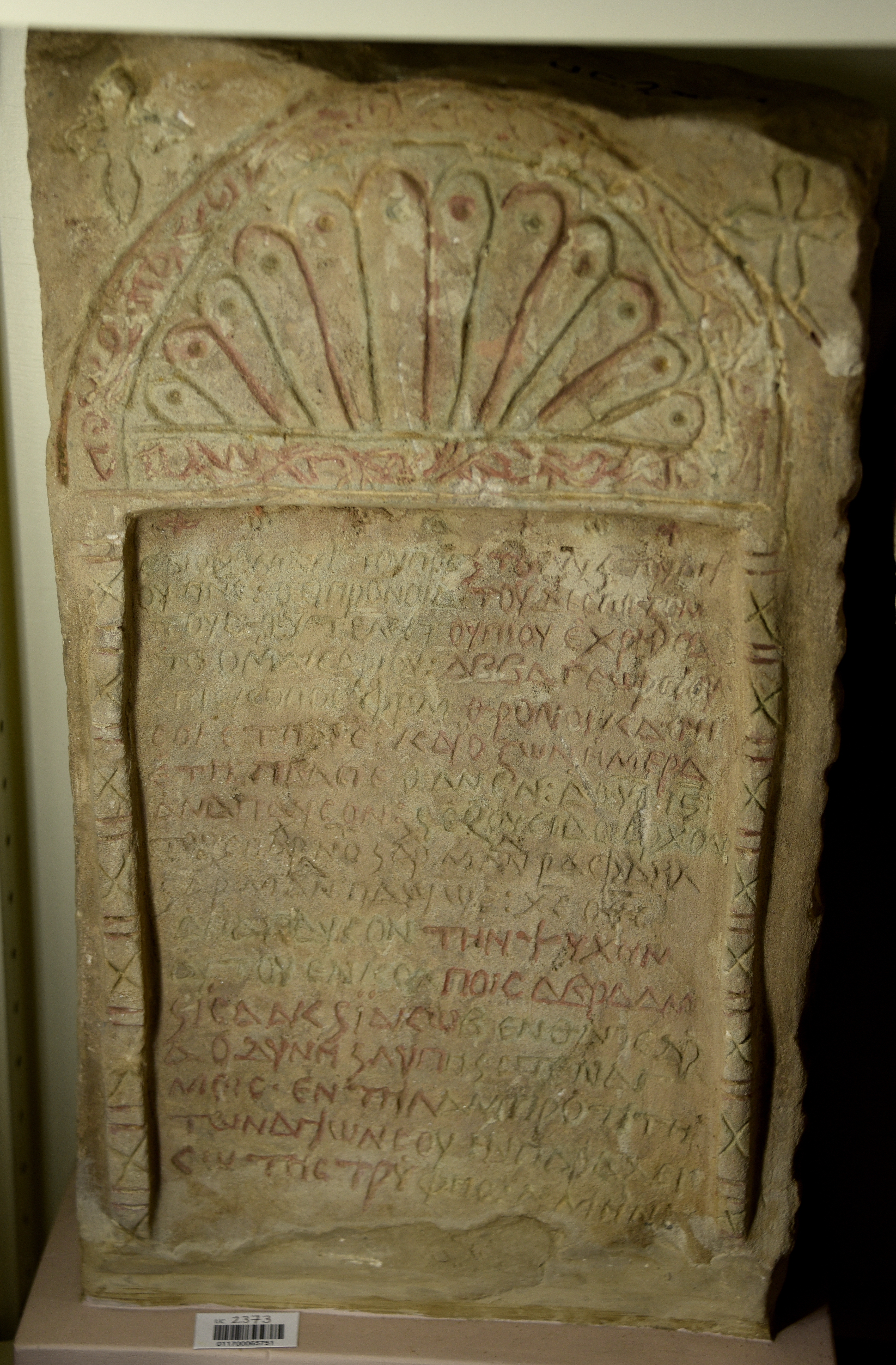
Stela of Georgios, bishop of Ibrim, 10th to 11th century, currently housed in the Petrie Museum.

Durante la época romana, la ciudad fue uno de los últimos bastiones del paganismo; sus seis templos se convirtieron al cristianismo dos siglos más tarde que el resto de Egipto. Luego se convirtió en uno de los principales centros cristianos de la Baja Nubia. El cristianismo llegó por primera vez a Qasr Ibrim en el siglo VI, pero tuvo poco efecto. No fue hasta que la ciudad pasó a formar parte del reino de Makuria, a principios del siglo VIII, que Qasr Ibrim se convirtió en un centro del cristianismo. Esto continuó incluso durante el siglo XV, cuando el reino de Makuria se convirtió en islámico. La ciudad resistió al Islam hasta el siglo XVI, cuando una unidad de soldados bosnios, parte del ejército otomano, ocupó el lugar. Los soldados bosnios se quedaron y finalmente se casaron con miembros de la comunidad nubia local. utilizando parte de la catedral como mezquita.
En el lugar quedan dos iglesias. La iglesia de Taharqa probablemente se construyó entre 542 y 580, lo que la convertiría en una de las primeras iglesias de Nubia. Como muchas de las primeras iglesias de Nubia, se habría construido dentro de los muros de los templos ya existentes. La catedral de Qasr Ibrim se construyó más tarde, aunque la fecha de construcción no está clara. Los arqueólogos creen que se construyó en la primera mitad del siglo VIII.
El último obispo nubio de Faras conocido, Timoteo de Faras, residió en Qasr Ibrim. Fue enterrado en la catedral de esa ciudad (hacia 1375) y en su tumba se descubrieron dos pergaminos.

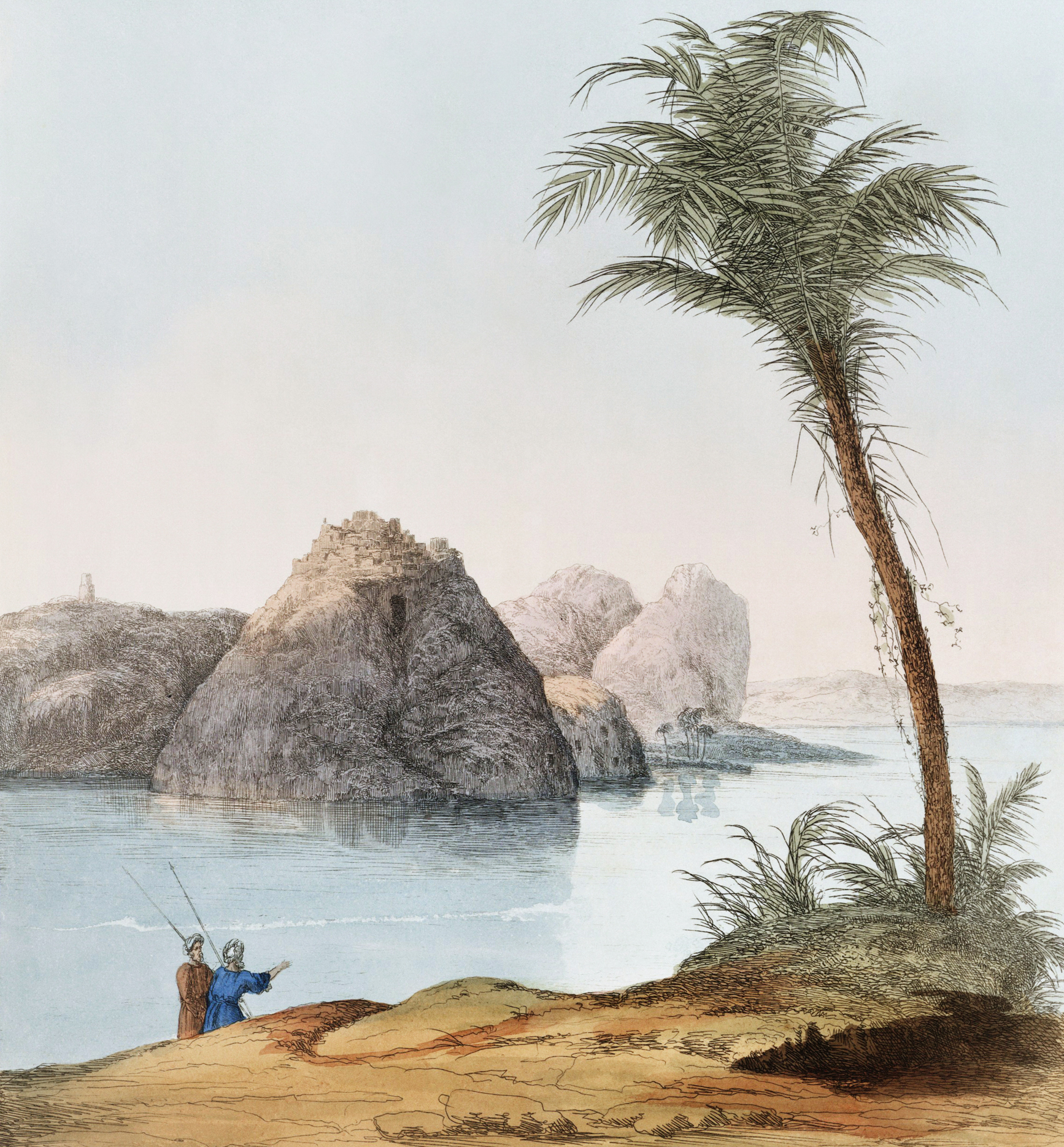
Vista de Qasr Ibrim en 1820

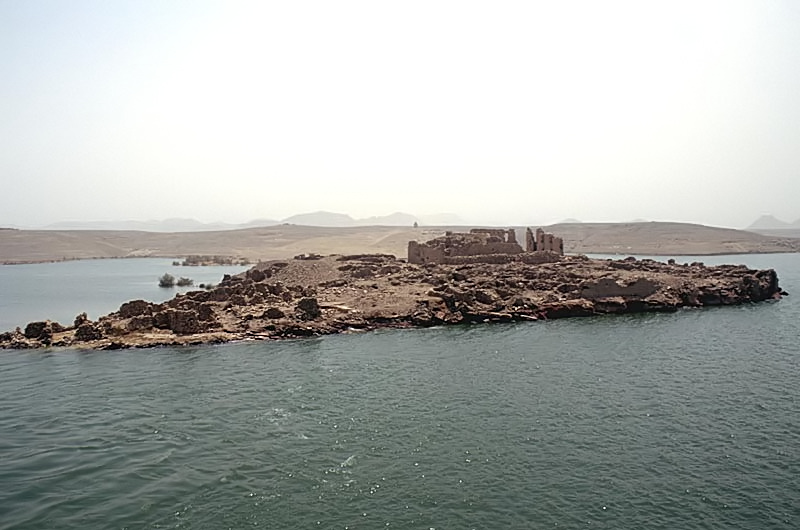
Isla de Qasr Ibrim en el lago Nasser.

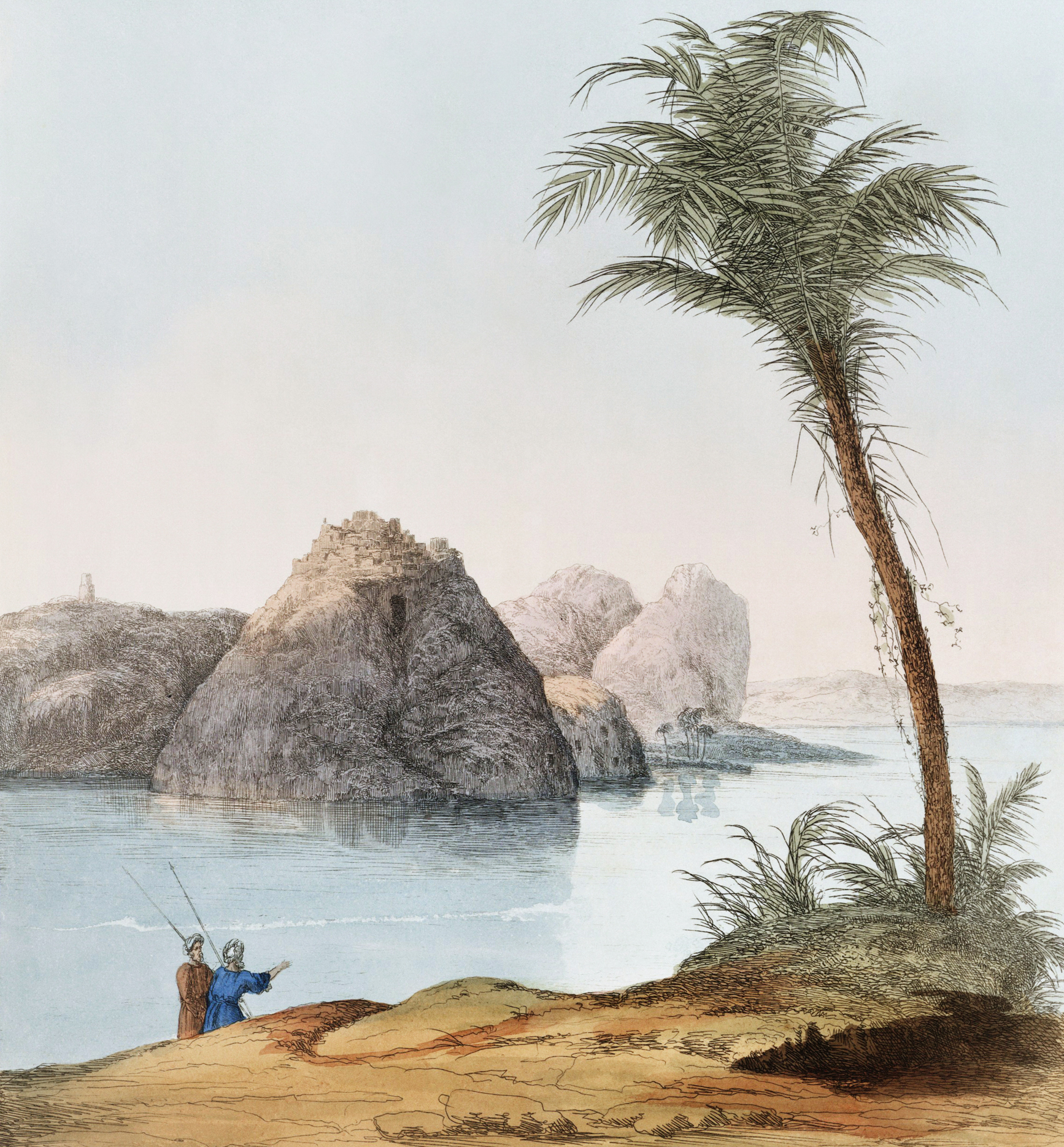
View of Qasr Ibrim in 1820

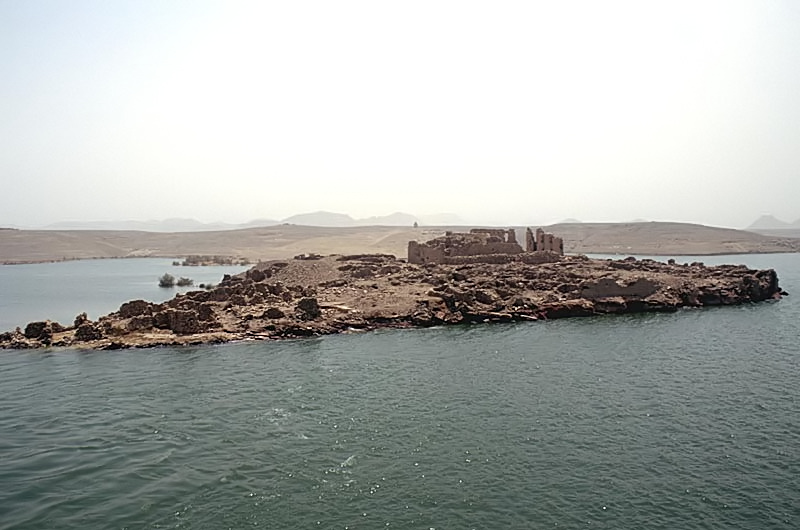
Island of Qasr Ibrim in the Lake Nasser.

## Arqueología

Vistas antiguas de la ciudad

El sitio fue excavado por primera vez por David Randall-MacIver y C. Leonard Woolley para la Expedición Eckley B. Coxe para la Universidad de Pensilvania en 1911. En 1963, la Egyptian Exploration Society comenzó las excavaciones y han continuado periódicamente hasta el día de hoy. Los cementerios que se encuentran al este y al oeste del asentamiento principal fueron excavados en 1932 y 1961. Todavía hay áreas alrededor del complejo que aún no se han excavado, aunque algunos sitios, incluidos aquellos cerca del río, fueron destruidos por las inundaciones causadas por la presa de Asuán.